# Pavel Alexandrovič Katenin
Pavel Alexandrovič Katenin (rusky Павел Александрович Катенин; 11. prosincejul./ 22. prosince 1792greg., panství Šajovo, Kostromská gubernie – 23. květnajul./ 4. června 1853greg., tamtéž) byl ruský romantický básník, dramatik, literární kritik, překladatel a divadelní pedagog.

## Život
Pocházel ze šlechtické rodiny. Vychován byl domácími učiteli, od kterých získal i vzdělání. Od roku 1810 sloužil v Preobraženském gardovém pluku. Zúčastnil se bojů během Napoleonova tažení do Ruska roku 1812 a také v následujících ruských zahraničních taženích v letech 1813–1814. V roce 1818 byl povýšen do hodnosti plukovníka.
Od roku 1816 do roku 1818 byl členem tajného vojenského spolku Unie spásy (Союз спасения), který myšlenkově předcházel děkabristům. V roce 1820 byl pro své volnomyšlenkářské postoje propuštěn z armády a o dva roky později byl carem vykázán z Petrohradu na své panství za skandál během divadelního představení. Vrátit se mohl až roku 1825.
Roku 1833 se stal členem Petrohradské akademie věd (Петербургская академия наук). Narukoval také zpět do armády a do roku 1838 sloužil na Kavkaze. Do výslužby odešel v hodnosti generálmajora a zbytek života strávil na svém panství Šajovo.

## Dílo

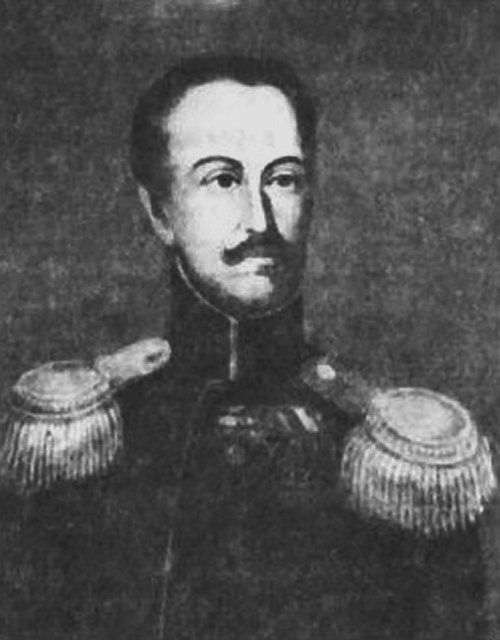
Pavel Alexandrovič Katenin

Publikovat začal roku 1810 v časopise Zahrada (Цветник). Přeložil básnická díla Bióna ze Smirny, Vergilia, Ariosta, Gessnera, Herdera, Goetha, Schillera a části z Dantova Pekla a z Ossianových zpěvů.
Byl vášnivým návštěvníkem divadla a propagátorem klasicistního dramatu pro jeho vznešenou dikci a jasnost. V jeho úpravě byla roku 1811 inscenována tragédie Thomase Corneilla Ariadna, roku 1816 přeložil tragédii Jeana Racina Ester a roku 1822 drama Pierra Corneilla Cid. Sám napsal v duchu klasicismu tragédii Andromaché (1827, Андромаха), která nebyla úspěšná, protože ve své době působila již archaicky.
Skutečný Kateninův význam je v jeho podílu na vývoji ruského romantismu. Byl odpůrcem uhlazené preromantické poezie a hledal oporu v lidové epice, přičemž se zaměřoval na ruský každodenní život a na rozsáhlé využívání forem lidové řeči. Odmítl proto Žukovského zjemnělé parafráze balady Gottfrieda Augusta Bürgera Lenora (Ludmila z roku 1808 a Světlana z roku 1812) a roku 1816 napsal svou vlastní pod názvem Olga (1816, Ольгa). Vyvolal tím polemiku o způsobu překladu do ruštiny, ve kterém stáli na jeho straně Gribojedov a Puškin. Puškin si Katenina velmi vážil a Kateninovy rané balady měly na jeho tvorbu značný vliv.
Kromě Olgy patří k nejznámějším Kateninovým dílům balada Vrah (1815, Убийца), komedie Student (1817, Студент) napsaná společně s Gribojedovem, pohádková poema Princezna Miluša (1834, Княжна Милуша) a poema Invalida Gorev (1836, Инвалид Горев).
Katenin byl rovněž divadelní pedagog, k jehož žákům patřil mimo jiné jeden z nejvýznamnějších ruských herců období romantismu Vasilij Andrejevič Karatygin.

## Výběrová bibliografie
- Nataša (1814, Наташа), balada, první Kateninova publikovaná báseň.[4]
- Čert (1815, Леший), balada.[5]
- Vrah (1815, Убийца), balada řešící otázky viny a trestu.
- Olga (1816, Ольгa), parafráze balady Gottfrieda Augusta Bürgera.
- Student (1817, Студент), komedie o třech dějstvích, napsaná společně s Gribojedovem, kritizující sentimentálnost a přemrštěný romantismus.
- Sofokles (1818, Софокл), poema.
- Mstislav Mstislavič (1820, Мстислав Мстиславич), píseň (poema) o bitvě Rusů s Tatary na řece Kalce pod vedením haličského knížete Mstislava Mstislaviče Chrabrého.
- Hostina Jana Bezzemka (1821, Пир Иоанна Безземельного), divadelní hra,
- Andromaché (1827, Андромаха), klasicistní tragédie.
- Nepřátelství a láska (1827, Вражда и Любовь), historická komedie.
- Starý příběh (1828, Старая быль), poema o soutěži dvou zpěváků, Řeka a Rusa, na dvoře kyjevského knížete Vladimíra.
- Úvahy a analýzy (1828-1832, Размышления и разборы), časopisecky vydávaný cyklus literárně kritických článků.
- Princezna Miluša (1834, Княжна Милуша), pohádková poema z doby kyjevského knížete Vladimíra.
- Invalida Gorev (1836, Инвалид Горев), poema o nešťastných dobrodružstvích ruského vojáka vracejícího se ze zajetí z Francie po skončení napoleonských válek.

## České překlady
Z Kateninova díla byla do češtiny přeložena pouze balada Vrah vydaná ve sborníku Modří husaři: z díla děkabristů, Praha: Odeon 1967, překlad Vladimír Mikeš.